# Reeta Ek
Reeta Ek, född 1979, är en finländsk grafiker och formgivare. 
Reeta Ek utbildade sig i konst på Alfa-Art Konstskola 2000–2003 i Helsingfors och i konsthantverk på Metropolia konsthantverkshögskola i Helsingfors 2005-2006. Därefter utbildade hon sig först i konst och sedan i textilformgivning 2006–2015 på Aalto-universitetets konstindustriella högskola i Helsingfors. Hon är idag frilansande textil- och klädesformgivare. 
Reeta Ek fick 2017 det finländska priset Årets unga formgivare.